# Paraíso do Tocantins
Paraíso do Tocantins es un municipio del estado del Tocantins en la Región Norte del Brasil. 
Situada en el Valle del Araguaia, Paraíso es el portal de entrada para las bellezas naturales de la Región de los Lagos y a Isla del Bananal, siendo un importante medio de acceso a través de la BR-153 (Belém-Brasília), la Capital, Palmas, y al Polo Ecoturístico del Jalapão. La ciudad presenta una de las mejores infraestrutura turística del Estado, disponiendo de red hotelera, casas nocturnas, bares, restaurantes, servicios y comercio en general.
La propia sede del municipio tiene sus puntos turísticos, como la vista panorámica de la Sierra del Estrondo. Además del turismo la ciudad posee una fuerte economía, centrada en la Agronomía y Comercio, estando entre las cinco mayores del Estado.